# جیمز بالجر
جیمز جوزف بالجر جونیور معروف به وایتی بالجر (در زبان انگلیسی: James J. "Whitey" Bulger, Jr) یک فراری تحت تعقیب در ایالات متحده و رهبر گروه گانگستری ایرلندی-آمریکایی وینتر هیل گنگ( winter hell Gang)در جنوب شهر بوستون در ایالات متحده آمریکا بود.
وی در لیست خطرناک‌ترین تبهکارها در پلیس فدرال آمریکا (اف‌بی‌آی)، پس از اسامه بن لادن، در جای دوم فهرست قرار داشت.
او در ۲۲ ژوئن ۲۰۱۱ در پارکینگ ساختمان محل سکونتش در سنتامونیکا دستگیر شد و محاکمه او در ژوئن ۲۰۱۳ آغاز گردید. در پایان محاکمه، بالجر از بابت مرگ نوزده نفر مجرم شناخته شده و به دو دوره حبس ابد متوالی و پنج سال حبس دیگر محکوم شد. قبل از آن در سال ۱۹۹۵ سایر همدستان وی محکوم به حبس‌های کوتاه مدت یا بلند مدت شده بودند.

## تأثیرات

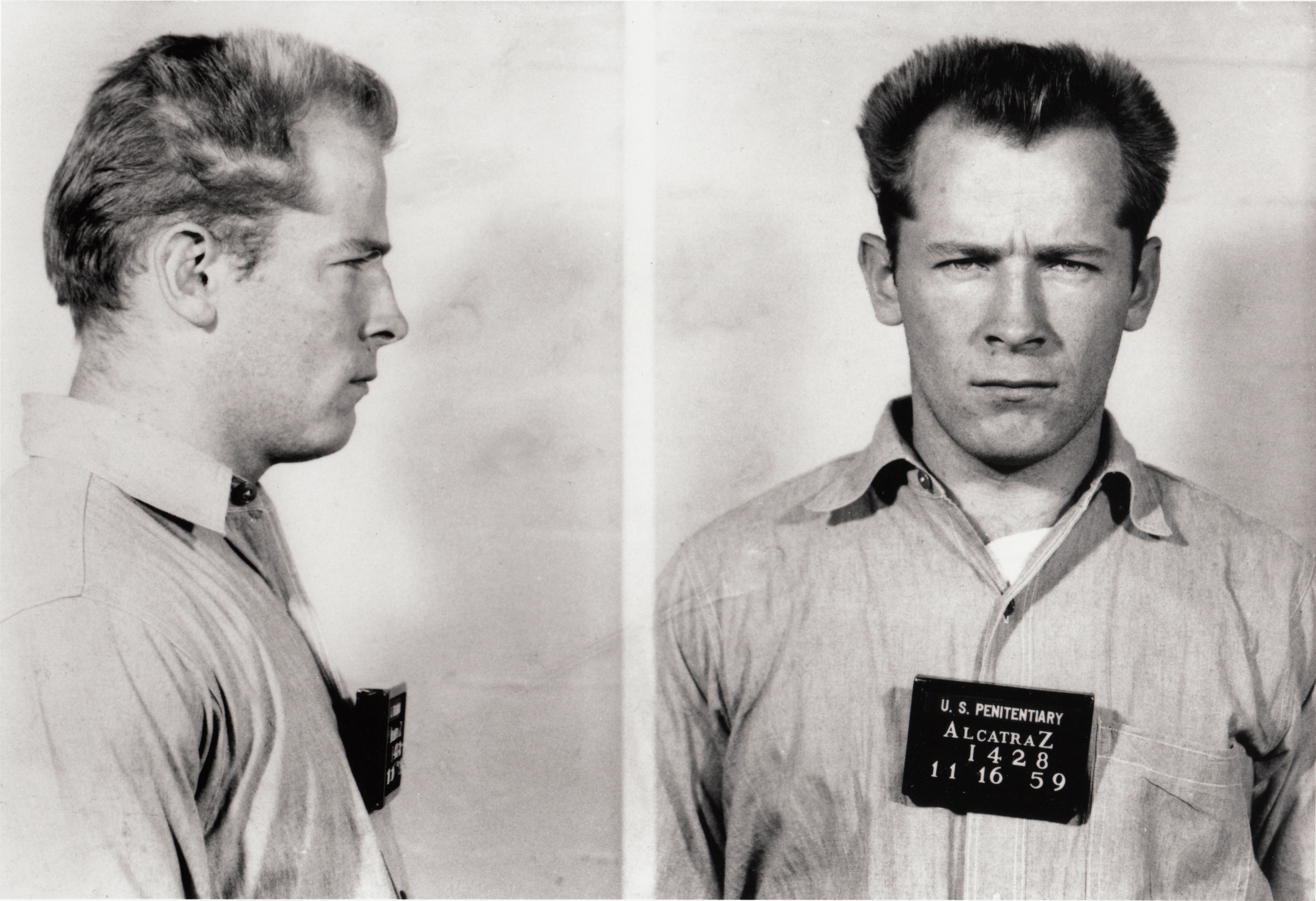
جیمز جوزف بالجر جونیور

جیمز بالجر به دلیل سالها فرار از دست پلیس الهام بخش هالیوود برای تولید فیلم‌های سینمایی بود. در سال ۲۰۰۷ جک نیکلسون در فیلمی به کارگردانی مارتین اسکورسیزی گوشه‌هایی از زندگی بالجر را در فیلم رفتگان بازی کرد. فیلمی که کارگردانی آن جایزه اسکار را گرفت.
همچنین در سال ۲۰۱۵ فیلمی دیگر با نام عشاء ربانی سیاه با نقش آفرینی جانی دپ در نقش وی از زندگی وایتی بالجر ساخته شد.
مرگ
جسد جیمز وایتی بالجر تبهکار بدنام اهل بوستون در تاریخ ۳۱ اکتبر ۲۰۱۸ در یک زندان فدرال در ویرجینیای غربی پیدا شد.
جسد او که ۸۹ سال داشت در یک زندان فوق امنیتی ساعاتی پس از انتقال از بازداشتگاهی در فلوریدا پیدا شد.
یک مقام اتحادیه زندان‌ها می‌گوید که مرگ او موضوع تحقیقات جنایی است چون تصور می‌شود او کشته شده باشد.
سه منبع مطلع به روزنامه بوستون گلوب گفته‌اند که یک زندانی با پیوندهای مافیایی در قتل او مظنون است.
منابع آگاه همچنین به شبکه «سی بی اس» گفتند که بالجر در همان روز انتقال به زندان جدید به دست یک یا چند زندانی به شدت مضروب شد.
سازمان زندان‌ها هفته پیش در پاسخ به پرس و جوی خبرنگاران از اظهار نظر دربارهٔ علت انتقال او از فلوریدا به ویرجینیای غربی خودداری کرده بود.
اما به نوشته بوستون گلوب، بالجر در سال ۲۰۱۴ از زندان دیگری در آریزونا به فلوریدا منتقل شده بود که پس از مشکوک شدن مقام‌ها به روابط او با یک روانشناس زن بود.
جزئیات نحوه مرگ او فاش نشده اما یک مأمور اتحادیه زندان‌ها که در محل حادثه کار می‌کند به سی بی اس گفت که «قتل» او صبح سه شنبه اتفاق افتاد.
ریچارد هلدرت در مصاحبه ای تلفنی گفت: «این سومین قتل در هفت ماه گذشته در زندان ماست. ما از کمبود نیرو رنج می‌بریم، حدود ۴۰ مأمور کم داریم.»
گفته می‌شود که اف‌بی‌آی درحال تحقیق دربارهٔ این حادثه است.